# Antonio Barre
Antonio Barre, nato Antoine Barré (Langres, XVI secolo – Roma, 1579), è stato un editore e compositore italiano.

## Biografia
Di origini francesi dell'Alta Marna, visse nel XVI secolo (si ha traccia della sua attività fino all'aprile del 1579). Cantò nella Cappella Giulia a Roma e pubblicò vari libri di madrigali. Iniziò a stampare musica a Roma nel 1554 e successivamente a Milano; pubblicò numerose collezioni di musica sacra e profana.